# Андреј Ђорђијески
Андреја Ђорђијески (мкд. Андреја Ѓорѓиески; Скопље, 9. фебруар 1982 — Кочани, 16. март 2025) био је македонски музичар и продуцент, познат као члан дуа ДНК.

## Образовање и каријера
Ђорђијески је завршио основну и средњу музичку школу, а био је студент и Музичке академије у Скопљу у којој је упознао Владимира Блажева Панча.
Године 2001. Панчо и Ђорђијески основали су групу ДНК која је непрестано наступала све до 2025. Први албум под називом Пази дете објавили су 2005.
Био је музички уредник на телевизији К-15 и продуцент шоуа „Мојата звезда” која је проналазила музичке таленте по Северној Македонији.

## Смрт и наслеђе
Погинуо је рано ујутру 16. марта 2025. после пожара током наступа у ноћном клубу „Пулс” у Кочанима, у Северној Македонији.

„Животе кажи ми да знам, зошто морам сам
Нови врати јас да отварам
Животе кажи ми да знам, зошто морам сам
Вака јас да живеам.”
— Строфа Ђорђијеског из песми „Животе брате”

Као један од симбола страдања у Кочанима, на друштвеним мрежама су качени снимци његове строфе из песама „Животе брате” и „Ако утре ме нема”.
Сахрањен је 20. марта на гробљу „Бутел” у Скопљу. Био је ожењен Наталијом с којом има кћерку.